# Арона, Рикарду
Рикарду Арона — бразильский боец смешанного стиля,  выступавший с 2000 по 2009 годы. Финалист одного из знаменательных турниров в истории коммерческих турниров ММА —  PRIDE FC Middleweight Grand Prix 2005 года. Выступал на турнирах PRIDE Fighting Championships и RINGS. Член клуба Brazilian Top Team.

## Карьера

### ADCC и RINGS
Мировую известность как единоборец обрёл после побед в открытом коммерческом турнире по грэплингу ADCC Submission Wrestling World Championship в весовой категории «до 92 кг», а также в абсолютной. Арона — единственный на сегодня чемпион организации не терпевший поражений.
Вскоре Арона стал бойцом японской организации RINGS — турниров по смешанным правилам. В шести боях проведённых с 2000 по 2001 годы Арона одержал пять побед и добился титула чемпиона в среднем весе. Единственное поражение потерпел от Фёдора Емельяненко в упорнейшем трёхраундовом поединке. Судейское предпочтение единогласно было отдано Фёдору, однако некоторые споры об исходе не утихают до сих пор. Основаны они на оценке позиционного контроля, большую часть поединка которым владел очень сильный в партере Арона. Но по правилам RINGS преимущество дают активные действия — нанесение ударов, броски, попытки проведения болевых — компоненты, в которых Фёдор доминировал.

### PRIDE FC
С 2001 и до самой ликвидации организации с успехом выступал на турнирах Pride FC. Дошёл до финала легендарного турнира средневесов 2005 года, о чём сам упоминает, как о своём главном достижении в спорте.

## Навыки и стиль ведения боя
Арона — грэплер мирового уровня, первоклассный борец, очень силён физически. Хорошо владеет техникой бросков и имеет «мёртвую» хватку рук. Обладая мощным поставленным ударом с рук и ног (особенно лоу-кик) способен вести поединок в стойке, однако всегда стремился перевести поединок в партер и занять доминирующую позицию, где мало кто мог ему противостоять. В партере его навыки классического борца и физическая мощь проявлялись особенно: он с успехом сочетал технику Ground-and-pound и выходы на болевые приёмы из арсенала бразильского джиу-джитсу. Способностью наносить силовые удары на протяжении длительного времени, а также всегда готовый улучшить позицию навыками борьбы, демонстрировал редкую выносливость. Заняв выгодную позицию «добивал» соперника до конца, или выходил на болевой.

## Статистика ММА (14-5-0)
| Результат | Рекорд | Соперник           | Способ                       | Турнир                             | Дата             | Раунд | Время | Место                    | Примечание                                                                                          |
| --------- | ------ | ------------------ | ---------------------------- | ---------------------------------- | ---------------- | ----- | ----- | ------------------------ | --------------------------------------------------------------------------------------------------- |
| Победа    | 14–5   | Марвин Истман      | Решением                     | Bitetti Combat MMA 4               | 12 сентября 2009 | 3     | 5:00  | Рио-де-Жанейро, Бразилия | |
| Поражение | 13–5   | Сокуджу            | ТKO (удары)                  | PRIDE 34                           | 8 апреля 2007    | 1     | 1:59  | Сайтама, Япония          | |
| Победа    | 13–4   | Алистар Оверим     | Submission (punches)         | Pride FC - Final Conflict Absolute | 10 сентября 2006 | 1     | 4:28  | Сайтама, Япония          | |
| Поражение | 12–4   | Вандерлей Сильва   | Раздельным решением          | PRIDE Shockwave 2005               | 31 декабря 2005  | 3     | 5:00  | Сайтама, Япония          | Бой за титул чемпиона Pride в среднем весе                                                          |
| Поражение | 12–3   | Маурисиу Руа       | ТKO (удары)                  | PRIDE Final Conflict 2005          | 28 августа 2005  | 1     | 2:54  | Сайтама, Япония          | Финал гран-при среднего веса Pride 2005.                                                            |
| Победа    | 12–2   | Вандерлей Сильва   | Единогласное решение         | PRIDE Final Conflict 2005          | 28 августа 2005  | 2     | 5:00  | Сайтама, Япония          | Полуфинал гран-при среднего веса Pride 2005.                                                        |
| Победа    | 11–2   | Кадзуси Сакураба   | TKO (остановка угловыми)     | PRIDE Critical Countdown 2005      | 26 июня 2005     | 2     | 5:00  | Сайтама, Япония          | Четвертьфинал гран-при среднего веса Pride 2005.                                                    |
| Победа    | 10–2   | Dean Lister        | Единогласное решение         | PRIDE Total Elimination 2005       | 23 апреля 2005   | 3     | 5:00  | Осака, Япония            | Бой в гран-при среднего веса Pride 2005.                                                            |
| Победа    | 9–2    | Sergey Ignatov     | Удушающий прием (сзади)      | PRIDE 28                           | 31 октября 2004  | 1     | 9:05  | Сайтама, Япония          | |
| Поражение | 8–2    | Куинтон Джексон    | KO (слэм)                    | PRIDE Critical Countdown 2004      | 20 июня 2004     | 1     | 7:32  | Сайтама, Япония          | |
| Победа    | 8–1    | Murilo Rua         | Единогласное решение         | PRIDE 23                           | 24 ноября 2002   | 3     | 5:00  | Токио, Japan             | |
| Победа    | 7–1    | Дэн Хендерсон      | Раздельное решение           | PRIDE 20                           | 28 апреля 2002   | 3     | 5:00  | Йокогама, Japan          | |
| Победа    | 6–1    | Guy Mezger         | Раздельное решение           | PRIDE 16                           | 24 сентября 2001 | 3     | 5:00  | Осака, Япония            | |
| Победа    | 5–1    | Gustavo Machado    | TKO (лоу-кик и удары)        | RINGS: 10th Anniversary            | 11 августа 2001  | 1     | 1:29  | Tokyo, Japan             | Wins 2001 RINGS Middleweight Championship Tournament. Became inaugural RINGS Middleweight Champion. |
| Победа    | 4–1    | Jeremy Horn        | Решением большинства         | RINGS: 10th Anniversary            | 11 августа 2001  | 2     | 5:00  | Токио, Япония            | RINGS Middleweight Championship Tournament Semifinals.                                              |
| Победа    | 3–1    | Hiromitsu Kanehara | Болевой приём (рычаг колена) | RINGS: World Title Series 2        | 15 июня 2001     | 2     | 0:53  | Йокогама, Япония         | |
| Поражение | 2–1    | Федор Емельяненко  | Единогласным решением        | RINGS: King of Kings 2000 Block B  | 22 декабря 2000  | 3     | 5:00  | Осака, Япония            | |
| Победа    | 2–0    | Jeremy Horn        | Раздельное решение           | RINGS: Millennium Combine 3        | 23 августа 2000  | 2     | 5:00  | Осака, Япония            | |
| Победа    | 1–0    | Andrei Kopylov     | Единогласное решение         | RINGS: Millennium Combine 1        | 20 апреля 2000   | 2     | 5:00  | Токио, Япония            | |